# Myra Granberg
Myra Eila Matilda Kenttä Granberg (Skellefteå Sankt Olovs församling, 7 agosto 1994) è una cantante svedese.

## Biografia
Myra Granberg si è fatta conoscere con la hit Tills mitt hjärta går under, arrivata 6ª nella Sverigetopplistan e certificata triplo platino per le 240 000 unità di vendita. Ha in seguito fatto uscire il primo album in studio Andra sidan är ni klara, anch'esso classificatosi 6º; il disco contiene l'estratto triplo platino Lose My Mind, primo brano della cantante a raggiungere il podio della hit parade svedese.
È stata candidata per tre premi Grammis nell'edizione del 2021. L'anno successivo ha ricevuto la nomination per due riconoscimenti alla medesima premiazione.

## Discografia

### Album in studio
- 2021 – Andra sidan är ni klara
- 2025 – Murphy

### EP
- 2020 – Bara hälften kvar
- 2023 – +3 BPM

### Singoli
- 2015 – Älska mig (con Robinholta)
- 2018 – Go Slow
- 2019 – Tills mitt hjärta går under
- 2020 – Äru min nu
- 2020 – Salt i såren (con Malin Christin)
- 2020 – Då kan dom inte ta oss
- 2021 – Systra mi (con Hon)
- 2021 – Lose My Mind
- 2021 – Jag kommer
- 2021 – Sad Boy
- 2021 – När hjärtat bankar
- 2021 – Liten&Lost
- 2021 – Vidare (con Imenella)
- 2022 – Vänner (con Newkid)
- 2022 – Highlights
- 2022 – Superhero ideal (Pantamera)
- 2022 – Du förtjänar det
- 2022 – Grammofon
- 2023 – Psykopat
- 2023 – Död för mig (con Yei Gonzalez e A36)
- 2023 – Tills jag somnar
- 2024 – Zinken stänger 01
- 2024 – Dansa min docka
- 2024 – Ljuger för mig själv
- 2025 – Inget som gör ont, gör ont 4ever